# Jacopo Larizza
Jacopo Larizza (Macerata, 22 agosto 1998) è un pallavolista italiano, centrale del Milano.

## Palmarès

### Squadra
- Campionato italiano: 1

2020-2021
- Coppa Italia: 1

2020-2021
- Supercoppa italiana di Serie A2: 1

2022